# Театральная площадь (Санкт-Петербург)
Театральная площадь (до 1780-х годов — Карусельная) находится в Санкт-Петербурге между набережными канала Грибоедова и Крюкова канала, улицами Декабристов, Глинки, Союза Печатников. Появилась в 1762 году.

## Наименование
В 1760-е годы сегодняшнее место площади называлось Брумбергова площадь, по фамилии владельца пильных мастерских голландского купца С. Брумберга. В 1770-1780-е годы встречается название Карусельное место, по находившихся на площади каруселям.
С 1890-х годов носит название площадь Каменного театра или Большая площадь перед Каменным театром. Одновременно с 1812 года появляется современное название Театральная площадь.

## История
В 1760—1770-х годах на площади находились «карусели» — амфитеатр для конных игр (отсюда прежнее название).
В 1783 году был построен Большой Каменный театр, который неоднократно перестраивался. Ныне на этом месте в перестроенном и расширенном здании театра располагается Консерватория (дом 3).
В 1845 году был сооружён деревянный цирк, а в 1847—1849 годах — каменный театр-цирк (архитектор А. К. Кавос), который в 1859 году сгорел и на его месте всё тем же архитектором Альбертом Кавосом было построено здание для Императорского Мариинского театра (впоследствии, в советское время — Театр оперы и балета имени С. М. Кирова, ныне государственный академический Мариинский театр оперы и балета).
В 1906 году перед консерваторией установлен памятник М. И. Глинке (скульптор Р. Р. Бах, архитектор А. Р. Бах); в 1925 году перенесён в сквер справа от консерватории. В 1952 году сооружён памятник Н. А. Римскому-Корсакову (архитектор М. А. Шепилевский, скульпторы В. Я. Боголюбов, В. И. Ингал).
В июле 2010 года Театральная площадь лишилась трамвайных путей.

## Достопримечательности

### Мариинский театр(Театральная площадь, дом 1)
Мариинский театр, Мариинский оперный театр или Театр оперы и балета им. С. М. Кирова — первоначальное деревянное здание построено по проекту архитектора А.К. Кавоса в 1849 году для цирковой труппы антрепренёра и артиста Гверра. С осени 1851 года цирковые представления прекратились и здесь начали ставить драматические спектакли. В ночь на 26 января 1859 года в здании возник пожар. Архитектор А.К. Кавос построил новое здание театра и 2 октября 1860 года постановкой оперы М.И. Глинки «Жизнь за царя» здесь открылся новый Мариинский оперный театр, названный так в честь жены российского императора. В 1883—1886 и 1894—1896 годах здание перестроили по проекту архитектора В.А. Шретера.
На здании размещены мемориальные доски Э. Ф. Направнику: «Э. Ф. Направник (1839—1916 гг.) дирижировал за этим пультом с 1864 по 1914 гг.», 1940-е. Серебро., 1988. Латунь. (в зале); «Памяти сотрудников, погибших в Великую Отечественную войну 1941—1945 гг.», 1967.

### Дом Ф.Л. Гуна (Театральная площадь, дом 2,улица Декабристов, дом 32)
Дом Ф.Л. Гуна или Дом С.И. Андреева — дом в стиле классицизм по проекту неизвестного архитектора появился на этом месте в конце XVIII века. В 1874 году архитектор Ф.Л. Гун переделал фасад в стиле французского Возрождения. В 1909 году новый владелец дома гражданский инженер С.И. Андреев достроил его до пятиэтажного. Фасад декорирован масками, растительными гирляндами и морскими раковинами. Два эркера треугольной формы украшены полуфигурами и лепниной в виде ваз, плодов, цветов и аистов. Стена первого этажа рустована. На доме мемориальная доска Мейерхольду: «В этом доме с 1909 по 1914 годы жил известный советский режиссёр, народный артист республики Всеволод Эмильевич Мейерхольд». Сейчас в доме находятся Всероссийское общество спасания на водах, хостел и магазины.

### Консерватория (Театральная площадь, дом 3)
Санкт-Петербургская императорская консерватория или Санкт-Петербургская государственная консерватория имени Н. А. Римского-Корсакова — здание в стиле эклектики возведено на месте сгоревшего Большого (Каменного) театра в 1896 году по проекту архитектора В.В. Николя. Монолитное единое сооружение с двумя главными фасадами для размещения консерватории с учебными классами и Большим залом. Главный фасад консерватории смотрит на улицу Декабристов, а главный фасад Большого зала — на юг в сторону улицы Союза Печатников. Главный фасад консерватории выполнен в классических ордерных формах, обработан рустом, центр выделен четырёхколонным портиком ионического ордера с треугольным фронтоном с барельефом. Южный фасад со смещённым несколько вправо Царским подъездом, с колоннами ионического ордера и треугольным фронтоном и двумя лепными женскими фигурами с лирами. С 1912 по 1919 годы в Большом зале существовал Театр музыкальной драмы. С 2014 года ведётся реставрация здания консерватории. На здании установлены: Мемориальная доска «Воспитанники консерватории — лауреаты Ленинских и Государственных премий, всесоюзных и международных конкурсов: (перечень имён)», Мемориальная доска «Светлой памяти студентов, аспирантов, педагогов Ленинградской ордена Ленина Государственной Консерватории, отдавших жизнь за свободу и независимость нашей Родины в годы Великой Отечественной войны: (перечень имён)», Мемориальная доска «Памяти сотрудников, погибших в Великую Отечественную войну 1941—1945 гг.», Мемориальная доска П. И. Чайковскому и другим выпускникам Петербургской консерватории. «Год окончания. 1865 Чайковский Петр, 1871 Есипова Анна, 1878 Лядов Анатолий, 1879 Габель Станислав, 1880 Сафонов Василий, 1881 Тартаков Иоаким, 1882 Аренский Антон, Ипполитов-Иванов Михаил, Зарудная Варвара, 1883 Казаченко Георгий, 1885 Соколов Николай, Блуменфельд Феликс, 1887 Гордон Александр, 1892 Вольф-Израэль Евгений, 1893 Ершов Иван, Штейнберг Лев, 1894 Габрилович Осип, Налбандьян Иоаннес, 1898 Зелихман Илья, 1900 Золотарев Василий, 1901 Цейтлин Лев, Сибор Борис, 1902 Калантарова Ольга, 1903 Андреев Павел, 1904 Пазовский Арий, Эльман Миша, 1905 Брик Елена, 1906 Линде Паулина, Петренко Елизавета, 1907 Чернов Михаил, Дауговет Екатерина, Козолупов Семен, Цимбалист Ефрем, 1908 Климов Михаил, Штейнберг Максимилиан, 1909 Гнесин Михаил, Дроздов Анатолий, Миклашевская Ирина, 1910 Бихтер Михаил, Житомирский Александр, Пиастро Михаил, Хейфец Николай, 1911 Мясковский Николай, Буяновский Михаил, 1912 Боровский Александр, Бриан Мария, Ямпольский Абрам, Штейман Михаил».

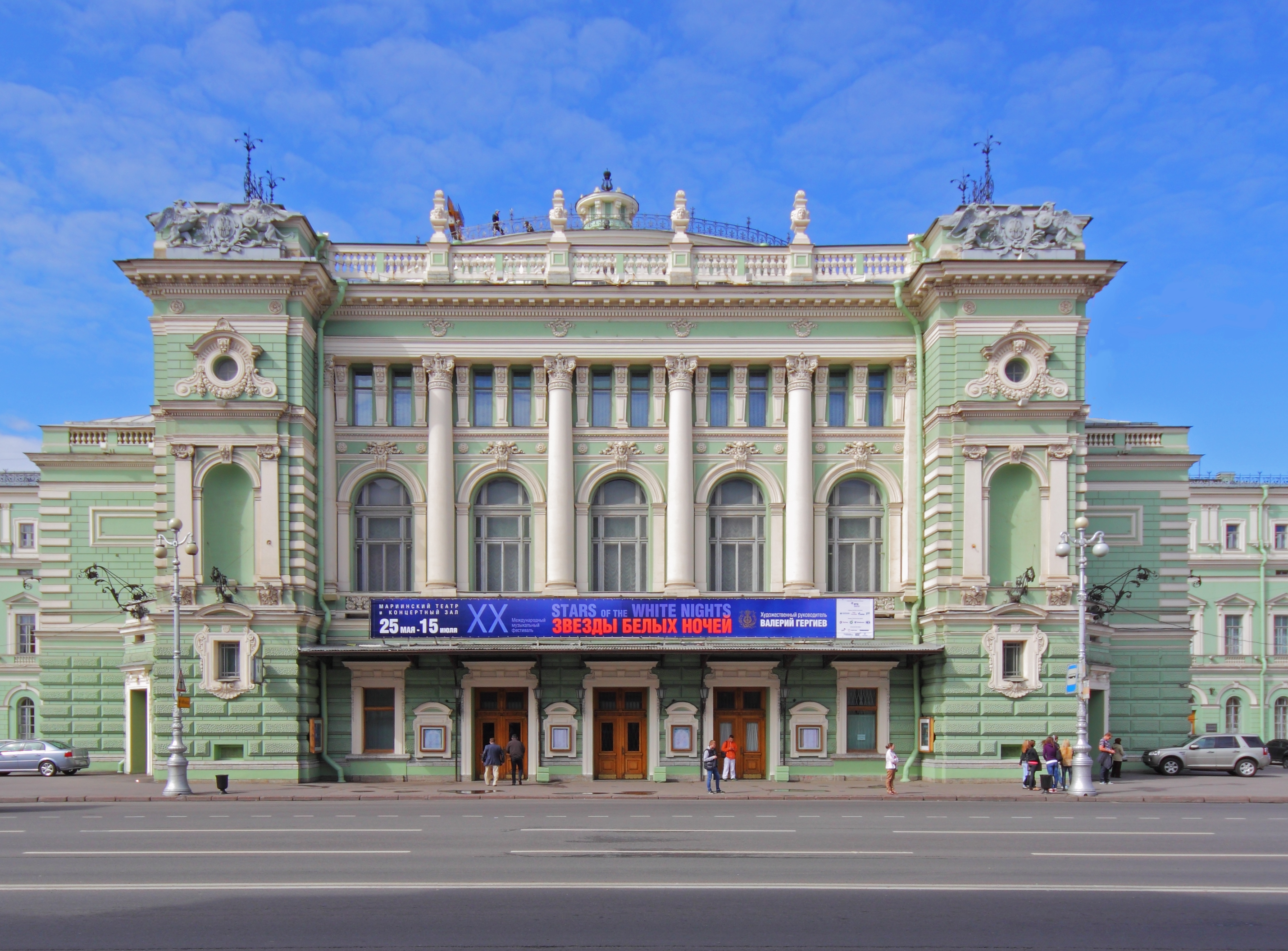
Мариинский театр
Памятник Н. А. Римскому-Корсакову
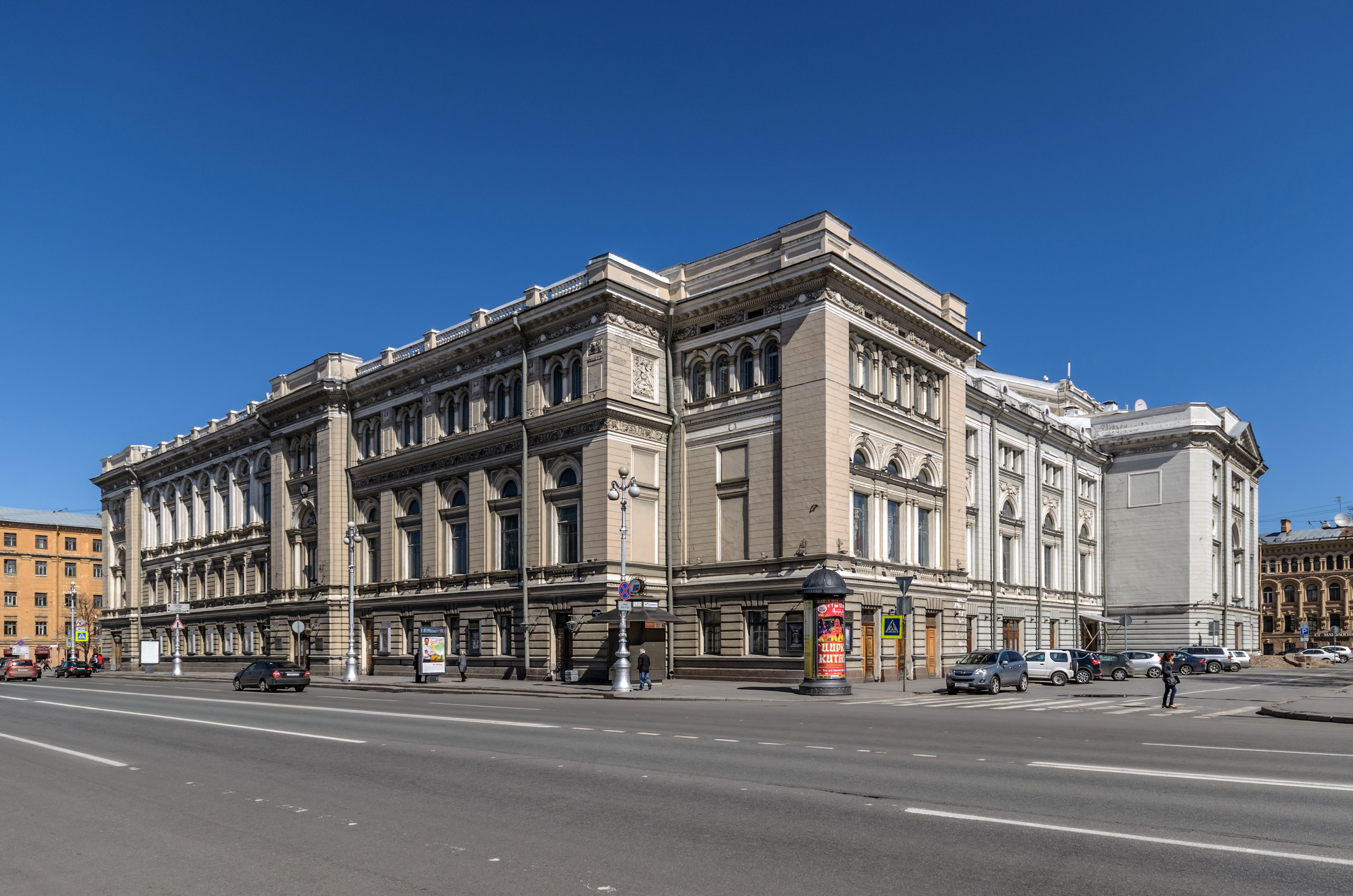
Санкт-Петербургская государственная консерватория имени Н. А. Римского-Корсакова
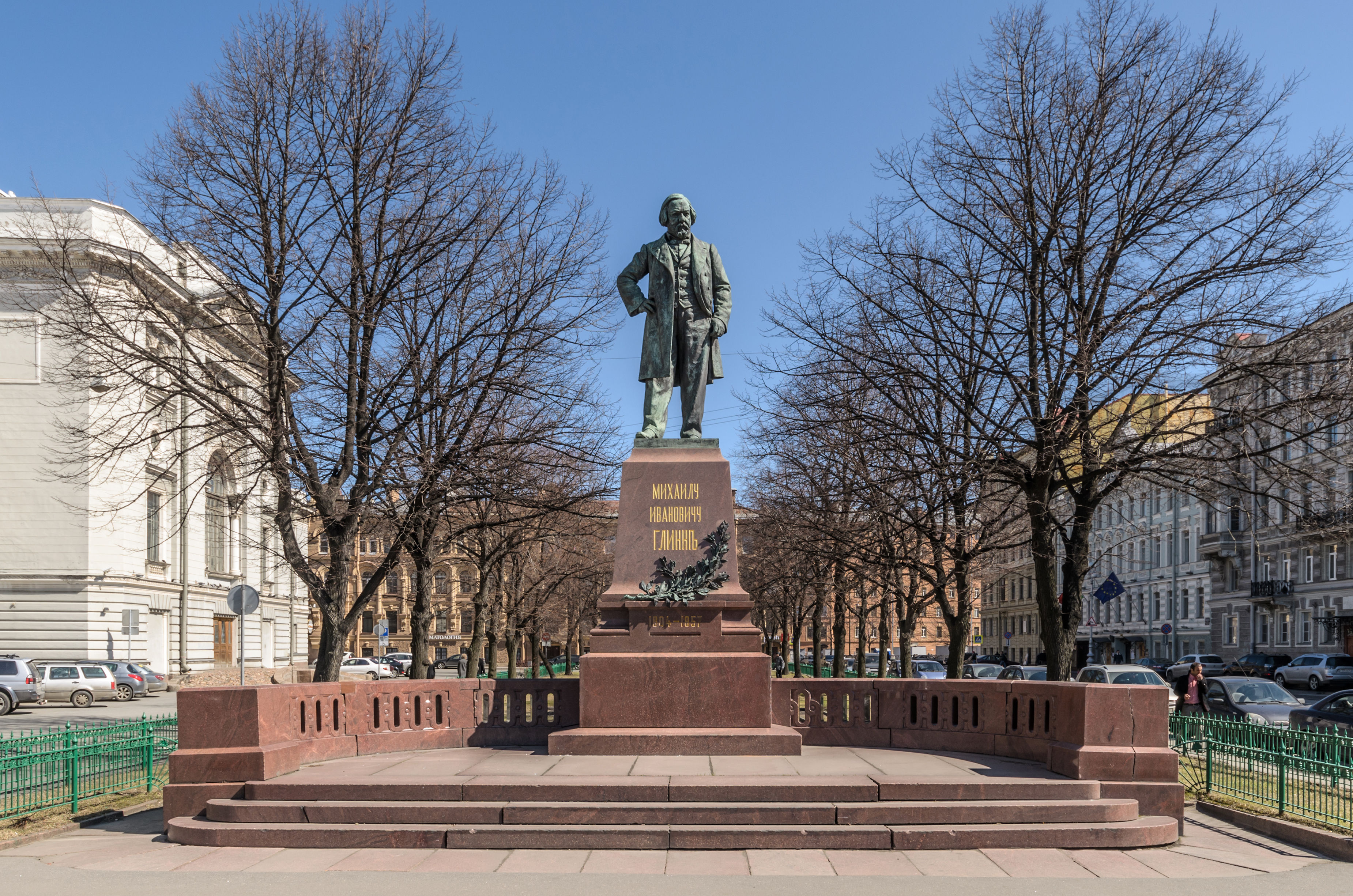
Памятник М. И. Глинке

### Особняк Соколова, Дом Бухгольца (Театральная площадь, дом 4,набережная канала Грибоедова, дом 105)
Особняк Е.Т. Соколова или Дом Бухгольца — первый двухэтажный дом построен в 1808—1810 годах по проекту архитектора собственника дома Е.Т. Соколова, как флигель собственного дома по набережной Екатерининского канала. В 1852 году архитектор А.А. Пуаро надстроил боковые части дома до третьего этажа, завершив их лучковыми фронтонами. Зимой 1904—1905 года здесь жил и работал художник М. А. Врубель.

### Доходный дом Варгина (Театральная площадь, дом 6, набережная канала Грибоедова, дом 107)
Доходный дом Е. П. Варгина — двухэтажный дом по Екатерининскому каналу с одноэтажным флигелем появился на месте дома в конце XVIII века. В 1877 году новый владелец дома архитектор Е.П. Варгин капитально перестроил дом в русско-византийском стиле.

### Дом Паульсен, Доходный дом Харламова (Театральная площадь, дом 8, набережная канала Грибоедова, дом 109)
Дом Е. Паульсен или Доходный дом Л.М. Харламова — конце XVIII века на угловом участке построено трехэтажное здание по проекту архитектора Г. Паульсена.  В 1902-1904 годах гражданский инженер Л.М. Харламов перестроил существовавшие на участке здания под доходный дом, добавив три этажа, а лицевые фасады получили оформление в стиле модерн. В доме в квартире Н. В. Всеволожского собиралось литературно-политическое общество «Зелёная лампа». На здании находится Мемориальная доска А. С. Пушкину: «В этом доме бывал в 1819—1820 гг. А. С. Пушкин на собраниях литературно-политического кружка „Зелёная лампа“».

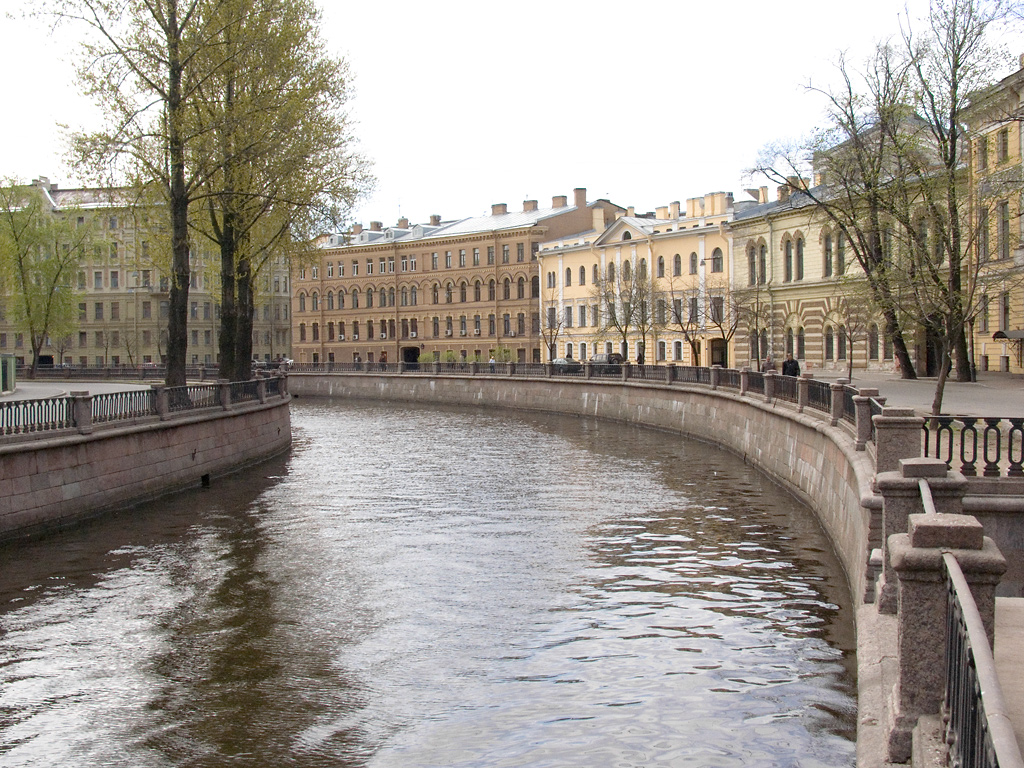
Вид домов с набережной канала Грибоедова, дом 105 и 107
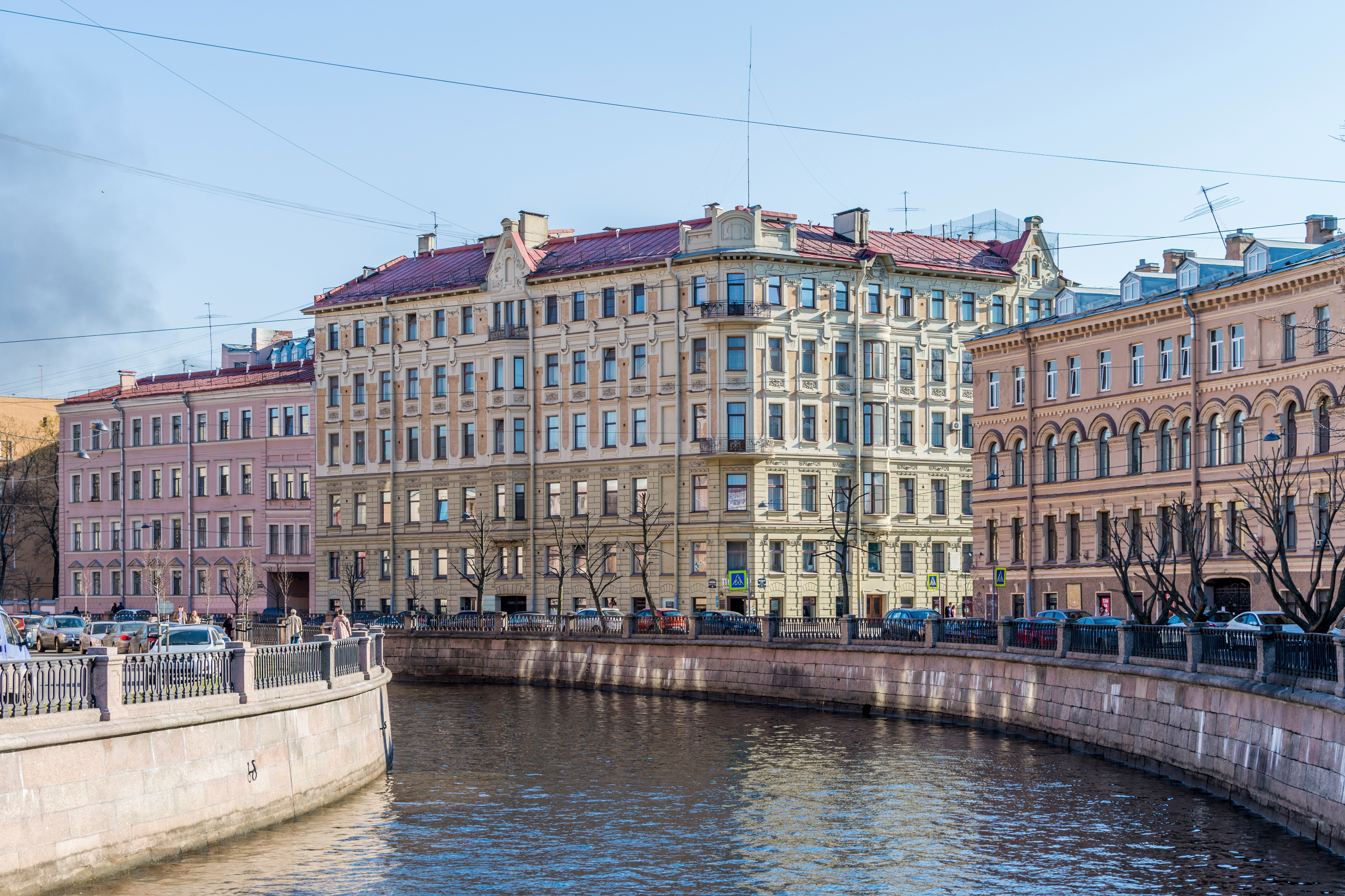
Вид домов с набережной канала Грибоедова, дом 107 и 109

### Дом У. Кребер (Театральная площадь, дом 10)
Дом У. Кребер или Генеральное консульство Италии в Санкт-Петербурге. В 1874 году архитектор Н. Беккер надстроил типовой трёхэтажный дом, принадлежавший ранее сестре генерала У. Кребер, четвёртым этажом и изменил отделку фасада в стиле модерн. Сейчас в здании находится Генеральное консульство Италии в Санкт-Петербурге.

### Дом Ф. Моргана (Театральная площадь, дом 12)
Дом Ф. Моргана — пятиэтажное здание в стиле Итальянского возрождения на участке принадлежавшем инструментальных дел мастеру Ф. Моргану построен по проекту архитектора Ф.И. Винтергальтера в 1877 году. Фасад дома украшен гирляндами, масками животных, колчанами и факелами.

### Особняк Мордвиновых (Театральная площадь, дом 14,улица Глинки, дом 4)
Дом И. Балле или Особняк Мордвиновых — перестроен в 1828 под руководством архитектора Давида Висконти. Со стороны Никольской улицы во дворе был разбит садик с фонтаном. В начале 1970-х годов проводился полный капитальный ремонт, здание повысили до трёх этажей, сохранив облик фасадов эпохи эклектики. До недавних пор в здании находилась городская детская больница N17 Святителя Николая Чудотворца. Сейчас дом на реконструкции под жилые резиденции. На здании расположена мемориальная доска «Здесь в годы революционной бури и натиска складывался фундамент комсомолии Центрального района. В этом доме в 1918—1919 годы помещался комитет Российского Коммунистического Союза Молодежи, под руководством которого боролась, училась, крепла и выросла молодая рать нашего района. 28 августа 1927 года 10-тилетие Ленинградской организации В. Л. К. С. М.».

### Дом Кистера (Театральная площадь, дом 16, улица Глинки, дом 9-11)
Дом Ф. Ф. фон Кистера — к 1806 году построен трёхэтажный дом, увенчанные фронтонами. В 1875 году по проекту архитектора А.И. Кракау здание надстроено четвёртым этажом, декор фасада переоформлен в стиле итальянского Возрождения. В доме находилась одна из Филипповских булочных. Здесь жила балерина А. И. Истомина (1799—1848).

### Дом Животовского — Крапоткина (Театральная площадь, дом 18, набережная Крюкова канала, дом 10)
Дом Д.Л. Животовского или Дом Крапоткина — первоначально дом принадлежал купцу 1 гильдии Д.Л. Животовскому. В 1830 годах по проекту архитектора Э.И. Мельникова здание надстроили и расширили. Оно стало трёхэтажным с фронтоном, центральная часть фасада оформлена  балконом с ажурной решеткой на гранитных кронштейнах. Дом сохранил первоначальный облик почти без изменений. С 1906 года здесь находилась Еврейская гимназия Эйзенбота. С 2001 по 2012 годы на первом этаже размещался ресторан «За сценой». Сейчас это офисное здание, служебное помещение и общежитие Мариинского театра. Здесь жил Ф. Н. Глинка 1819—1822, собирались декабристы («Союз благоденствия»).

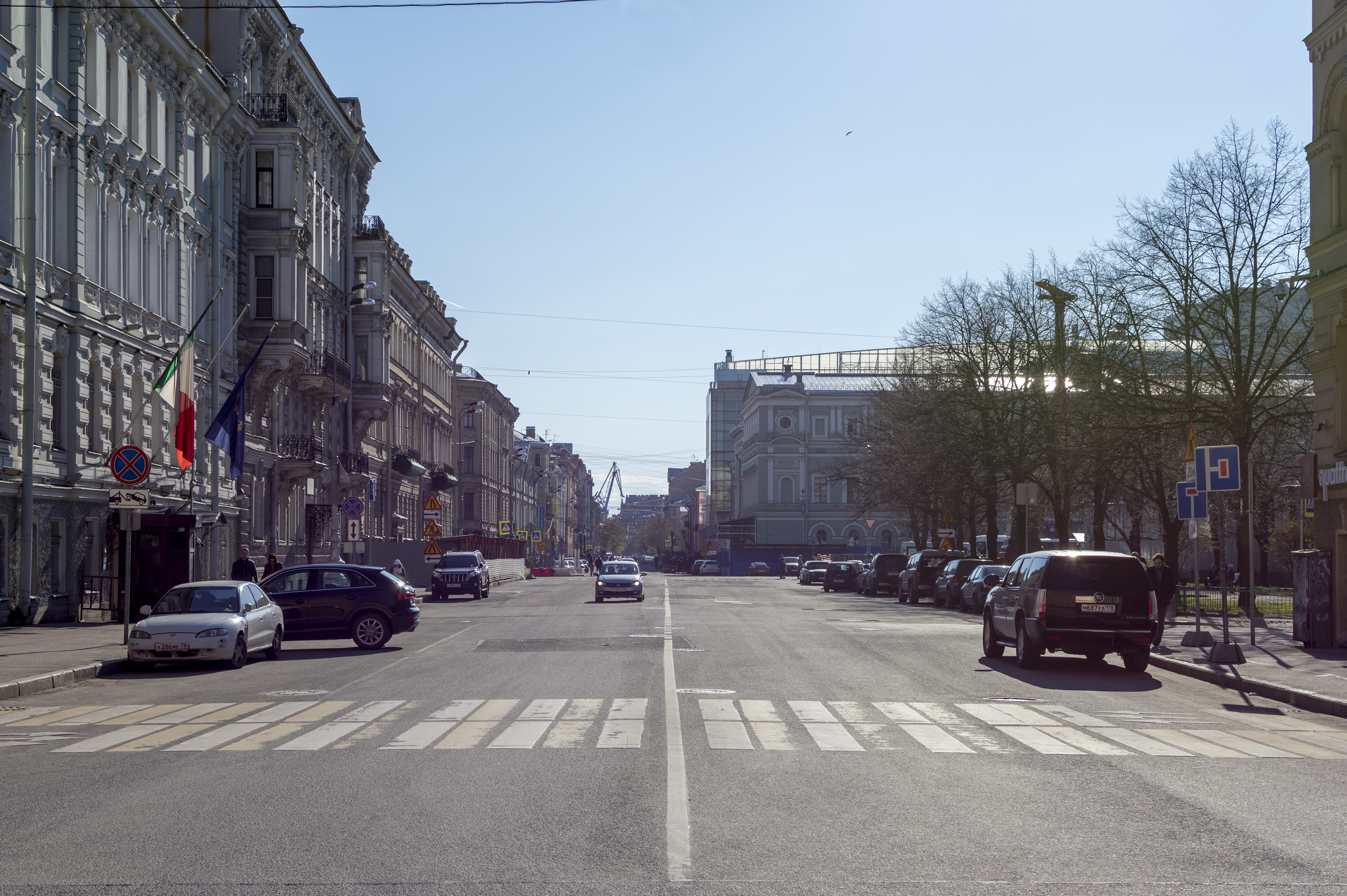
Вид с набережной канала Грибоедова
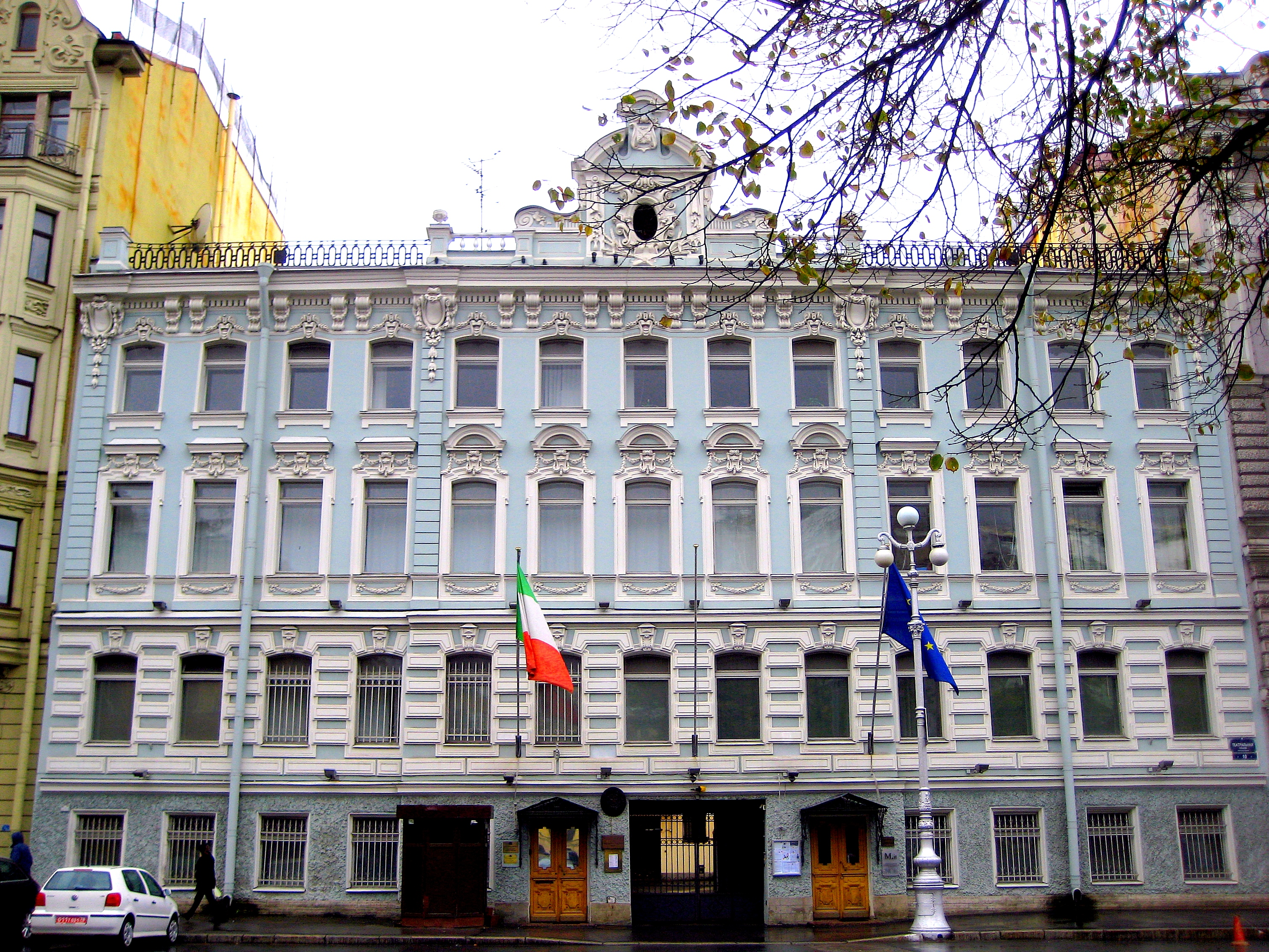
Дом У. Кребер
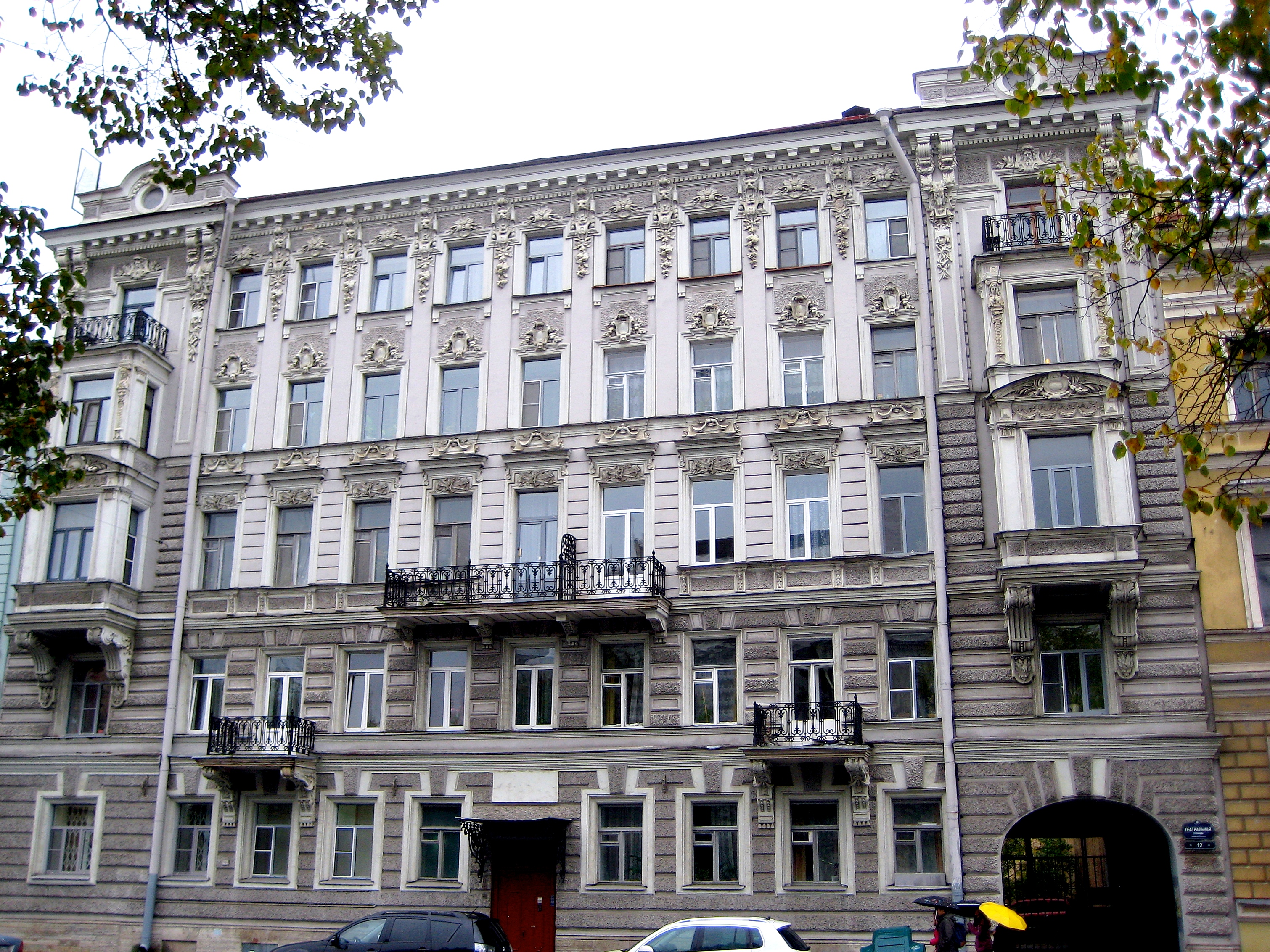
Дом Ф. Моргана
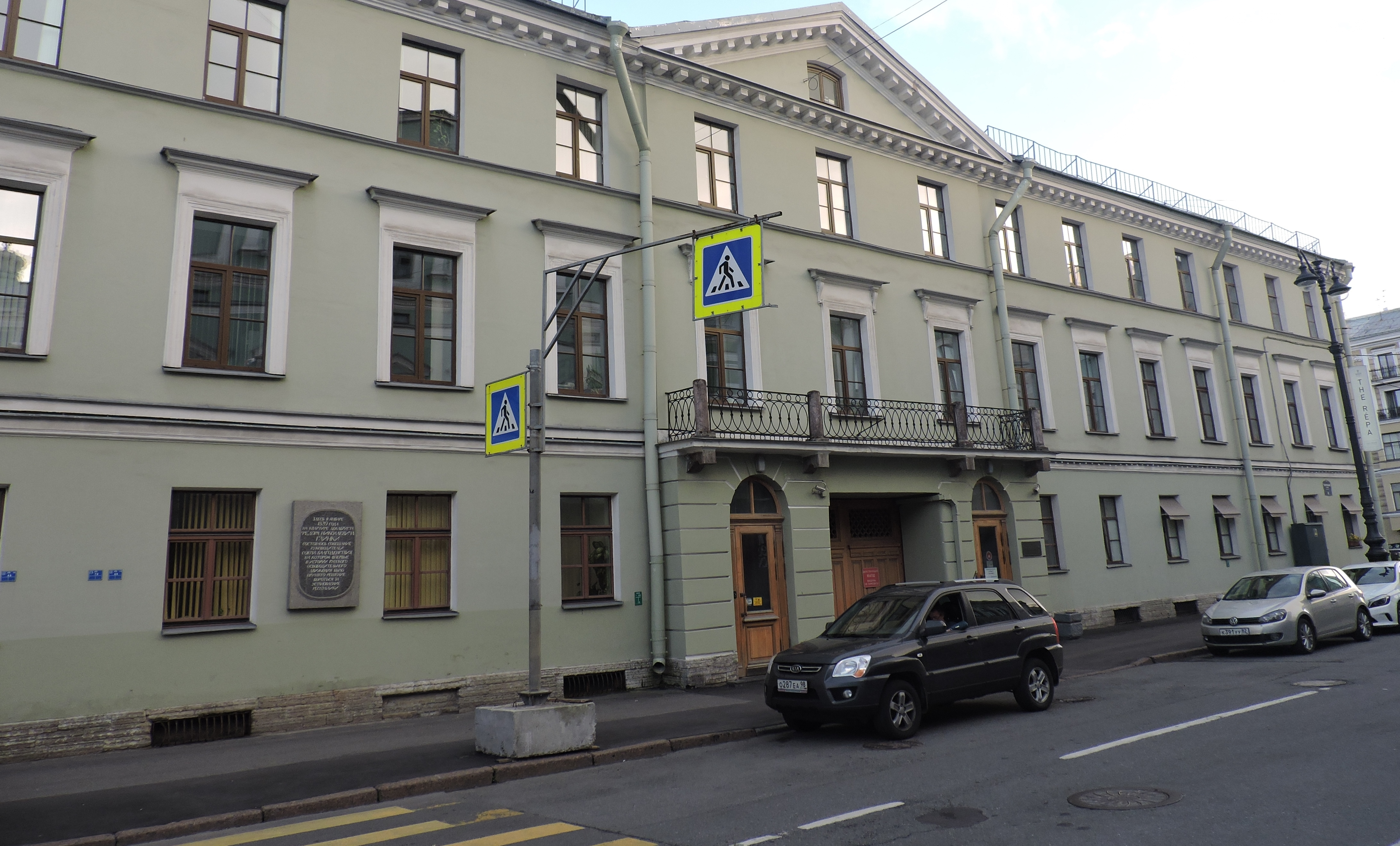
Дом Д. Л. Животовского - Дом Крапоткина

- На площади сохранился общественный туалет времён Николая II характерной постройки (1907 г., архитектор А. И. Зазерский).

## Транспорт
Через Театральную площадь проходит трасса девяти автобусных маршрутов: № 2, 3, 6, 22, 27, 50, 70,71,100.
В 2015 году начато строительство одноимённой станции метро (рассматриваются варианты выхода как на Лермонтовском проспекте у Концертного зала Мариинского театра, так и на самой площади).